# Yên Thế (huyện)
Yên Thế là một huyện thuộc tỉnh Bắc Giang, Việt Nam.

## Địa lý
Huyện Yên Thế nằm ở phía tây bắc tỉnh Bắc Giang, nằm cách thành phố Bắc Giang khoảng 27 km, cách trung tâm thủ đô Hà Nội khoảng 75 km, có vị trí địa lý:
- Phía đông giáp huyện Hữu Lũng, tỉnh Lạng Sơn
- Phía tây giáp huyện Phú Bình và huyện Đồng Hỷ thuộc tỉnh Thái Nguyên
- Phía nam giáp huyện Tân Yên và huyện Lạng Giang
- Phía bắc giáp huyện Võ Nhai, tỉnh Thái Nguyên.

Huyện Yên Thế có diện tích 301,26 km², dân số năm 2013 là 102.574 người với 8 dân tộc sinh sống, trong đó dân tộc thiểu số chiếm 27%. Dân số thành thị có 9.457 người (chiếm 9,85%); dân số nông thôn 86.549 người (chiếm 90,15%); mật độ dân số trung bình 314 người/km².
Yên Thế có địa hình đồi núi trung du, thuộc vùng Đông Bắc Bộ, nằm ở phía tây bắc tỉnh Bắc Giang, giáp với hai tỉnh Thái Nguyên và Lạng Sơn.
Địa hình huyện thấp dần theo hướng đông nam, phía bắc là vùng núi thấp dưới chân dãy núi Bắc Sơn, còn gọi là cánh cung Bắc Sơn chạy từ Lạng Sơn sang Thái Nguyên (một trong năm dãy núi hình vòng cung tạo nên nét đặc trưng của địa hình vùng Đông Bắc).
Chảy qua giữa huyện, theo hướng Đông Nam là con sông Sỏi, một nhánh nhỏ đầu nguồn của sông Thương.

## Hành chính
Huyện Yên Thế có 17 đơn vị hành chính cấp xã trực thuộc, bao gồm 2 thị trấn: Phồn Xương (huyện lỵ), Bố Hạ và 15 xã: An Thượng, Canh Nậu, Đông Sơn, Đồng Hưu, Đồng Kỳ, Đồng Lạc, Đồng Tâm, Đồng Tiến, Đồng Vương, Hương Vỹ, Tam Tiến, Tân Hiệp, Tân Sỏi, Tiến Thắng, Xuân Lương.

## Lịch sử
Theo sách "Tên làng xã Việt Nam đầu thế kỷ XIX", huyện Yên Thế gồm 8 tổng, 42 xã:
- Tổng Yên Thế có 6 xã thôn: Thôn Định Xuyên thuộc xã Yên Thế, Thọ Xương, Bảo Tháp, Nhạn Tháp, Quỳnh Đồng (nguyên chú: Quỳnh Đồng năm Đinh Mão (1807) phiêu bạt; năm Kỷ Tỵ (1809) phục hồi).
- Tổng Vân Cầu có 7 xã Vân Cầu, Trị Cụ, Ngọc Cục, Sơn Quả, Thuý Cầu, Ngọc Cụ, Lam Khuất.
- Tổng Lan Giới có 4 xã Lan Giới, Đại Hóa, Lãn Quật, Giản Ngoại.
- Tổng Nhã Nam có 5 xã thôn: Thôn Thượng thuộc xã Lục Giới - hai thôn Trung và Hạ), Nhã Nam, Dương Lâm. thôn Hùng Lĩnh thuộc xã Lục Giới.
- Tổng Mục Sơn có 8 xã Mục Sơn, Hòa Mục, Quất Du, Hữu Mục, Dương Sơn. Cao Thượng, Du Phong, Lục Liễu.
- Tổng Quế  Nham có 5 xã: Quế Nham, Phú Khê, Lãn Tranh, Liên Bộ, Vọng Hà.
- Tổng An Lễ có 6 xã: An Lễ, Ngô Xá, Lăng Cao, Khánh Giàng, Bảo Lộc, Ước Lễ.
- Tổng Bảo Lộc Sơn có 4 xã: Bảo Lộc Sơn, Chung Sơn, Tưởng Sơn, Kim Tràng (Chép riêng 3 xã phiêu bạt, hai xã thành án Sinh Tháp, Lý Khuất, Vạn Tân.

Năm Minh Mạng thứ ba (1822) xứ Kinh Bắc đổi là trấn Bắc Ninh, đến năm Minh Mệnh thứ 12 (1831) gọi là tỉnh Bắc Ninh, gồm 4 phủ, hai phân phủ và 20 huyện. Huyện Yên Thế thuộc phân phủ Lạng Giang.
Sách "Đại Nam nhất thống chí" của Quốc sử quán triều Nguyễn ghi về phân phủ Lạng Giang và huyện Yên Thế như sau: Phân phủ Lạng Giang ở cách phủ 39 dặm về phía bắc, lệch về phía đông; đông - tây cách nhau 32 dặm; nam - bắc cách nhau 84 dặm, phía đông đến giang phận huyện Bảo Lộc phủ Lạng Giang 8 dặm, phía tây đến địa giới huyện Hiệp Hòa phủ Thiên Phúc 24 dặm, phía nam đến giang phận huyện Võ Giàng phủ Từ Sơn 34 dặm, phía bắc đến địa giới huyện Tư Nông tỉnh Thái Nguyên 50 dặm. Phân phủ đặt năm Minh Mệnh thứ 13, lãnh 3 huyện; năm Tự Đức thứ 6 trích lấy huyện Việt Yên, phủ Thiên Phúc cho lệ vào phân phủ này, nay lãnh 4 huyện.
- Huyện Yên Thế: đông - ttây cách nhau 32 dặm, nam - bắc cách nhau 42 dặm; phía đông đến giang phận huyện Bảo Lộc 8 dặm, phía tây đến địa phận huyện Hiệp Hòa, phủ Thiên Phúc 24 dặm; phía nam đến địa giới huyện Yên Dũng 9 dặm, phía bắc đến địa giới huyện Hữu Lũng 33 dặm.

Tên huyện có từ thời Trần về trước, thời thuộc Minh đổi là Thanh Yên, do châu Lạng Giang lãnh, lệ vào phủ Lạng Giang; đời Lê Quang Thuận trở lại tên cũ, bỏ châu Lạng Giang cho lệ vào phủ, bản triều đời Gia Long vẫn theo như thế; năm Minh Mệnh thứ 13, đổi do phân phủ kiếm lý. Lãnh 8 tổng 44 xã thôn.
Cuối thế kỷ XIX, huyện Yên Thế có 8 tổng:
- Tổng Yên Thế có xã Yên Thế (Định Xuyên) gồm 7 xóm Cầu Khoai, Trại Cọ, Trại Chiềng, Trại Hom, Trại Lốt, Thống Thượng, Yên Thế; xã Thọ Xương (Phồn Xương) có 4 xóm: Đồng Bài (trại Tổ Cú), Đồng Nhân, Thống Hạ, Thống Trung; xã Bảo Tháp (sau nhập vào xã Dĩnh thép); xã Nhạn Tháp; xã Quỳnh Động; xã Dinh Thép có 4 xóm: Am, Bờ, Đìa, Ngòi.
- Tổng Vân Cầu gồm các xã Vân Cầu có 6 xóm: Bùi, Chiềng, Đầu, Ngò. Tè, Mậu; xã Ngọc Cục (Ngọc Thành, sau sáp nhập vào tổng Ngọc Thành, Hiệp Hòa); có 5 xóm Trại Phú, Trại Tú, Đông, Hòe, Ngói xã Sơn Quả (sau nhập vào tổng Ngọc Thành) có 4 xóm Đồng Bài, Giữa, Hậu, Thương; xã Thúy Cầu có các xóm Bài, Đồng Bông, Đồng Cấy, Đồng Hội, Đồng Khanh, Đồng Nội, Làng Sanh, Làng Ngoài, Làng Sai, làng Trong, làng Thị; xã Ngọc Cục có 7 xóm: Ngọc Cục, Đông, Hội, Nành, Ngòi, Thù, Trịnh; xã Lam Khuất (Lam Cốt, sau về tổng Lan Giới) có các xóm: Đồng, Kép, Ngo, Miên, Trung, Vàng....
- Tổng Lan Giới: gồm các xã Lan Giới có 2 xóm Thắng, Vọng; xã Đại Hóa có 4 xóm Hòa Lâm, Trúc, Đọ, Hóa; xã Lam Khuất (được chuyến từ tổng Vân Cầu sang), xã Giản Ngoại có các xóm Đá Ong, Lan Giản, Lan Thị; xã Lý Cốt có 3 xóm An Lý, Cầm, Mạc.
- Tổng Nhã Nam: có các xã Lục Giới (thôn Thượng); xã Lục Giới (thôn Trung); xã Lục Giới (Hùng Lĩnh); xã Nhã Nam có 5 xóm: Chuông, Nguộn, Thượng, Nhã Nam, Tinh Đạo; xã Dương Lâm có 4 xóm: Dương Lâm, Hạ, Nguộn, Non; xã Na Nương có 4 xóm: Trên, Mỏ Sắt, Móng Lợn, Quỳnh Lậu.
- Tổng Mục Sơn có các xã Mục Sơn gồm 4 xóm: Hòa Làng, Cốt, Đình, Lễ; xã Quất Du có 4 xóm: Chùa, Độ, Ngoài, Trong; xã Hữu Mục có 5 xóm: Giữa, Mạc, Lý, Nội, Trong; xã Dương Lâm (Dương Sơn) có 3 xóm: Chiềng, Lương, Sặt; xã Cao Thượng có 2 xóm: Đầu Cầu, Thượng; xã Đạm Phong có 2 xóm: Cổ Liều, Vàng Bến; xã Lục Liễu.
- Tổng Quế Nham có các xã Quế Nham gồm 12 xóm: Đồi, Nhơm, Hiệp Nội, Hiệp Tiến, Khê Hạ, Khê Thượng, Làng Bến, Làng Đông, Núi, Ngọc Diệc, Sau Chùa, Trại Bến; xã Phú Khê; xã Lãn Tranh; (Lại Tranh sau nhập vào Tuy Lộc Sơn) gồm 3 xóm Giữa, Dưới, Trên; (xã Hoàng Hà đã chuyến sang Đào Quán) vá xã Chuế Dương chuyển từ tổng Thiết Sơn sang.
- Tổng Yên Lễ có các xã Yên Lễ gồm 8 xóm: Đông Đào, Am, Bùng, Cầm, Đụn, Dinh, Tiêu, Yên; xã Ngô Xá có 8 xóm: Bãi Gốc. Đồi Đàn, Châu, Hậu, Ngoài, Nguộn, Tiền Vàng; xã Lăng Cao gồm 6 xóm: Đồi Mụ, Hạ Thượng, Thị, Trại, Trung; xã Khánh Giàng gồm 4 xóm: Dĩnh, Kép, Trại Giữa, Trại Thượng; xã Bảo Lộc (Thế Lộc) gồm 9 xóm: Cả, Đanh, Cùa; Gia, Quyên, Thị, Chấu; Luộc Hạ, Trại Thị; xã Ước Lễ gồm 3 xóm: Đồng Điều, Giữa, Mục.
- Tổng Bảo Lộc Sơn (Tuy Lộc Sơn) có các xã Bảo Lộc Sơn gồm 21 xóm: Bãi Gia, Bờ Gian, Can Cát, Cầu Cần, Con Quy, Đồng Cựu, Đồng Lãi, Đồng Lâm, Đồng Lãm, Đồng Ve, Giốc Gia, Làng Am, Làng Đông, Làng Khoát, Làng Nguyễn, Nguộn, Ngò, Bãi, Mả Đình, Mả  Ngòi, Núi Hương; xã Tưởng Sơn gồm 2 xóm: Trại Đông, Trại Tây; xã Kim Tràng gồm 6 xóm: Chu Vàng, Cầu Quận, Kim Tràng, Lò Nội, Mã Bài, Ngọc Trai.

Hai xã mới là Lãn Tranh và Liên Bộ chuyển từ tổng Quế Nham sang.
Thời đầu Pháp thuộc, năm 1886, nghĩa là ngay sau khi Pháp chiếm được tỉnh Bắc Ninh, phủ Lạng Thương và thành Tỉnh Đạo, liền lập ngay đạo Yên Thế, lỵ sở đóng ở thành Tỉnh Đạo (Nhã Nam), để trực tiếp cai trị và đàn áp các cuộc nổi dậy của nhân dân Yên Thế.
Ngày 10 tháng 10 năm 1895 Pháp chia tỉnh Bắc Ninh thành hai tỉnh Bắc Ninh và Bắc Giang. Tỉnh Bắc Giang khi đó gồm phủ Lạng Giang và các huyện Yên Thế, Hiệp Hòa, Lục Ngạn, Phượng Nhỡn, Phất Lộc, Yên Dũng và Hữu Lũng. Nhưng ngay sau đó, ngày 24 tháng 12 năm 1895, Pháp lập đạo quan binh Yên Thế, giải thể tổng Yên Thế, nhập thêm các tổng Hương Vĩ, Hữu Thượng và Ngọc Cục.
Theo sách "Bắc Giang địa chí" của Trịnh Như Tấu, Đạo quan binh Yên Thế gồm có:
- Vùng Chợ Phổng
- Vùng Bảo Đài
- Địa hạt ở trung tâm hai vùng  ấy.
- Dãy núi trước mặt núi Cai Kinh.
- Các tổng: Bố Hạ, Hữu Thượng, Nhã Nam, Lan Giới, Yên Lễ (trừ các xã Ngô Xá, Lăng Cao và Khánh Giàng), Mục Sơn (trừ các xã Cao Thượng, Mục Sơn và Hòa Mục), Vân Cầu (trừ các xã Ngọc Cụ, Sơn Quả và Ngọc Thành), Ngọc Cục (trừ các xã Ngọc Lý, trên con đường từ Bố Hạ đến Hà Châu).

Đến cuối năm 1899, đạo quan binh Yên Thế bị bãi bỏ, thay thế bằng đại lý Nhã Nam, bao gồm 11 tổng:
- Tổng Hương Vỹ gồm các xã Hương Vỹ, Bố Hạ, Đồng Kỳ, Đồng Hưu, Đồng Vương, Đông Sơn và thị trấn Bố Hạ.
- Tổng Hữu Thượng gồm các xã Đồng Lạc, Canh Nậu, Tam Tiến, Tân Sỏi và một phần Phồn Xương, Phúc Hòa.
- Tổng Nhã Nam gồm các xã An Thượng, Xuân Lương, Nhã Nam, Quang Tiến, An Dương.
- Tổng Lan Giới gồm các xã Tiến Thắng, Lan Giới, Đại Hóa, Phúc Sơn.
- Tổng Mục Sơn gồm các xã Cao Thượng, Liên Sơn, một phần xã Việt Lập, Hợp Đức.
- Tổng Tuy lộc Sơn gồm các xã: Liên Chung, một phần xã Việt Lập, Hợp Đức.
- Tổng Yên Lễ gồm các xã Cao Xá, Tân Trung, một phần xã An Dương, Ngọc Châu.
- Tổng Vân Cầu gồm các xã Song Vân, Ngọc Vân, Lam Cốt, Việt ngọc và một phần xã Hoàng Thanh, Hoàng Lương huyện Hiệp Hòa.
- Tổng Quế Nham gồm các xã Quế Nham, một phần xã Liên Chung và xóm Vọng Hà, (còn gọi là Hoàng Hà sau chuyến sang huyện Lạng Giang.)
- Tổng Ngọc Cục gồm các xã: Ngọc Châu, Ngọc Thiện, Ngọc Lý và một phần Ngọc Nham, Minh Đức huyện Việt Yên.
- Tổng Yên Thế gồm các xã Tam Hiệp và phần lớn xã Phồn Xương (sau năm 1895 thuộc tổng Hữu Thượng) một phần xã Canh Nậu, Tam Tiến, Tân Hiệp (sau năm 1895 thuộc tổng Nhã Nam). Cho đến trước cách mạng tháng 8 năm 1945, Yên Thế là một phủ thuộc tỉnh Bắc Giang. Tỉnh Bắc Giang khi đó gồm 3 phủ, 1 châu, 3 huyện, 63 tổng 453 xã.

Theo sách "Bắc Giang địa chí" của Trịnh Như Tấn viết năm 1937, phủ Yên Thế khi đó gồm 10 tổng:
- Tổng Hương Vỹ gồm các xã: Bố Hạ, Đồng Hưu, Đồng Kỳ, Đồng Vương, Hương Vỹ, Hữu Hạ.
- Tổng Hữu Thượng gồm các xã: Canh Nậu, Đồng Diễn, Hữu Thượng, Hữu Trung, Phồn Xương, Phúc Đình, Phúc Lồ, Tân sỏi, Yên Lạc, Yên Thế,
- Tổng Lan Giới gồm các xã: Đại Hóa, Giản Ngoại, Lam Cốt, Lan Giới, Lan Quật, Lan Hương, Lý Cốt.
- Tổng Mục Sơn gồm các xã: Cao Thượng, Dương Sơn, Đạm Phong, Hòa Mục, Hữu Mục, Lục Liễu, Mạc Sơn, Quất Du.
- Tổng Ngọc Cục gồm các xã: Bằng Cục, Ngọc Châu, Ngọc Lý, Ngọc Nham, Ngọc Sơn.
- Tổng Nhã Nam gồm các xã: Dĩnh Thép, Dương Lâm, Lục Giới, Na Lương, Nhã Nam, Tân An.
- Tổng Quế Nham gồm các xã: Chuế Dương, Phú Khê, Quế Nham.
- Tổng Tuy Lộc Sơn gồm các xã: Chung Sơn, Kim Tràng, Lân Tranh, Liên Bộ, Tuy Lộc Sơn, Tưởng Sơn.
- Tổng Vân Cầu gồm các xã: Ngọc Cụ, Thuý Cầu, Vân Cầu.
- Tổng Yên Lễ gồm các xã: Khánh Giàng, Lăng Cao, Ngô Xá, Thế Lộc, Ước Lễ, Yên Lễ.

Sau Cách mạng tháng 8 năm 1945, Yên Thế trở lại là huyện của tỉnh Bắc Giang, nhưng các đơn vị hành chính dưới huyện không giữ như cũ, mà thay đổi như: bỏ cấp tổng, cấp xã được mở rộng hơn, nhỏ hơn tổng nhưng lớn hơn làng, bao gồm một số thôn xóm, các đơn vị châu, phủ bị bãi bỏ.
Ngày 6 tháng 11 năm 1957, Thủ tướng Chính phủ ra Nghị định số 532-TTg chia huyện Yên Thế thành 2 huyện Tân Yên và Yên Thế.
Ngày 8 tháng 3 năm 1967, thành lập thị trấn nông trường Yên Thế trực thuộc huyện Yên Thế.
Sau năm 1975, huyện Yên Thế thuộc tỉnh Hà Bắc, bao gồm thị trấn Bố Hạ, thị trấn nông trường Yên Thế và 16 xã: An Thượng, Bố Hạ, Canh Nậu, Đồng Hưu, Đồng Kỳ, Đồng Lạc, Đông Sơn, Đồng Vương, Hương Vĩ, Phồn Xương, Tam Hiệp, Tam Tiến, Tân Hiệp, Tân Sỏi, Tiến Thắng, Xuân Lương.
Ngày 29 tháng 8 năm 1994, thành lập thị trấn Cầu Gồ trên cơ sở một phần diện tích và dân số của hai xã Tam Hiệp và Phồn Xương, thành lập xã Hồng Kỳ từ một phần diện tích tự nhiên và dân số của xã Đồng Kỳ.
Ngày 6 tháng 11 năm 1996, huyện Yên Thế thuộc tỉnh Bắc Giang vừa được tái lập.
Ngày 11 tháng 5 năm 1999, thành lập xã Đồng Tiến trên cơ sở 3.700 ha diện tích tự nhiên và 3.116 nhân khẩu của xã Đồng Vương.
Ngày 6 tháng 11 năm 2008, giải thể thị trấn nông trường Yên Thế để thành lập xã Đồng Tâm.
Ngày 1 tháng 1 năm 2020, sáp nhập xã Phồn Xương và thị trấn Cầu Gồ để thành lập thị trấn Phồn Xương, sáp nhập xã Bố Hạ vào thị trấn Bố Hạ.
Ngày 28 tháng 9 năm 2024, Ủy ban Thường vụ Quốc hội ban hành Nghị quyết số 1191/NQ-UBTVQH15 về việc sắp xếp đơn vị hành chính cấp huyện, cấp xã của tỉnh Bắc Giang giai đoạn 2023 – 2025 (nghị quyết có hiệu lực từ ngày 1 tháng 1 năm 2025). Theo đó:
- Sáp nhập xã Tam Hiệp vào xã Tân Hiệp.
- Sáp nhập xã Hồng Kỳ vào xã Đồng Kỳ.

Huyện Yên Thế có 2 thị trấn và 15 xã như hiện nay.

## Kinh tế

### Nông nghiệp
Huyện Yên Thế là một vùng trồng cây ăn quả, nổi tiếng với giống cam sành Bố Hạ ở thị trấn Bố Hạ.

### Công nghiệp
Hiện nay trên địa bàn huyện đang xây dựng và đưa vào hoạt động nhiều Cụm công nghiệp như các Cụm công nghiệp Bố Hạ, Cầu Gồ, Mỏ Trạng.
Khu vực 7 xã phía đông chủ yếu làm lò vôi, thu nhập người dân khá nhưng lại đối mặt với vấn đề ô nhiễm môi trường trầm trọng.

## Giao thông
Đường bộ có tỉnh lộ 292, chạy theo hướng đông nam - tây bắc, từ thị trấn Kép của huyện Lạng Giang, cắt ngang địa bàn huyện, lần lượt qua các thị trấn Bố Hạ và Phồn Xương, và quốc lộ 17 chạy theo hướng từ thị trấn Nhã Nam của huyện Tân Yên đi qua thị trấn Phồn Xương và Xã Tam Tiến, Xã Xuân Lương Huyện Yên Thế sang huyện Đồng Hỷ, Thái Nguyên
Đường thủy có sông Thương.

## Văn hóa
Yên Thế là nơi diễn ra cuộc khởi nghĩa chống lại thực dân Pháp gần 30 năm (1884 - 1913) do người anh hùng áo vải Hoàng Hoa Thám lãnh đạo. Hiện nay trên đất Yên Thế còn lưu lại được nhiều di tích quý báu của Khu di tích khởi nghĩa Yên Thế: Năm 1957 chuyển xã Hợp Tiến về huyện Đồng Hỷ của tỉnh Thái Nguyên quản lý.
Đồn Phồn Xương là trung tâm của cuộc khởi nghĩa, nơi đây đã xây dựng nhà lưu niệm cuộc khởi nghĩa của nông dân Yên Thế. Hàng năm vào các ngày 15,16,17 tháng 3 dương lịch đã diễn ra lễ kỷ niệm cuộc khởi nghĩa, đón hàng vạn khách thập phương trong cả nước về dự hội.
Các di tích lịch sử - văn hoá khác: Đồn Hố Chuối, Đồn Hom, Chùa Lèo, Đình Dĩnh Thép, chùa Thông, là những di tích lịch sử ghi lại những chiến công lừng lẫy của nghĩa quân Yên Thế trong suốt cuộc kháng chiến chống Pháp ngót 30 năm.

## Làng nghề
Yên Thế là một huyện phía Tây Bắc của tỉnh Bắc Giang. Địa hình có cả vùng núi, trung du đồi thấp và vùng bằng phẳng phía Nam. Nhiều địa phương phát triển nghề phụ dựa trên tính đa dạng của tự nhiên, địa hình. Các mô hình, ngành nghề phát triển tại huyện:
- Nung vôi, cay, sỉ ở Hương Vỹ
- Mây tre đan Bố Hạ
- Trồng, sơ chế chè Bản Ven
- Nghề làm bánh khảo, chè lam, bột nếp rang Đồng Nhân
- Chăn nuôi gà đồi, gà thả nhiều loại
- Trồng cây ăn quả như cam, bưởi, mít, nhãn, vải, na...